# Косовичев, Яков Фёдорович
Яков Фёдорович Косовичев(16 марта 1908, Таловский район — 3 ноября 2003, Москва)
 — полковник Советской Армии, участник Великой Отечественной войны, Герой Советского Союза (1945).

## Биография
Яков Косовичев родился 3 (16) марта 1908 года в селе Орловка (ныне — Таловский район Воронежской области). После окончания четырёх классов школы работал в колхозе. В октябре 1930 года Косовичев был призван на службу в Рабоче-крестьянскую Красную Армию. Окончил Московский коммунистический университет имени Свердлова, пехотное училище и курсы «Выстрел». С января 1943 года — на фронтах Великой Отечественной войны, командовал 1113-м стрелковым полком 330-й стрелковой дивизии 50-й армии Западного, а затем 2-го Белорусского фронта.
Особо отличился во время Белорусской операции. Полк Косовичева успешно вышел к Днепру к югу от Могилёва и переправился через него, атаковав отступающего из города противника. В результате того сражения в плен сдалось около 500 солдат и офицеров противника.
Указом Президиума Верховного Совета СССР от 24 марта 1945 года за «успешное руководство воинскими соединениями и проявленные при этом личное мужество и героизм» подполковник Яков Косовичев был удостоен высокого звания Героя Советского Союза с вручением ордена Ленина и медали «Золотая Звезда» за номером 6180.
В дальнейшем Косовичев участвовал в освобождении Польши, боях в Восточной Пруссии. Был тяжело ранен выстрелом вражеского снайпера в Кёнигсберге. После окончания войны Косовичев продолжил службу в Советской Армии. В 1947 году он окончил курсы усовершенствования командного состава. В 1958 году в звании полковника Косовичев был уволен в запас. Работал в НИИ Министерства сельского хозяйства СССР.
Жил в Москве по адресу: Новопесчаная улица, 5. Скончался 3 ноября 2003 года, похоронен на Перепечинском кладбище Москвы
Был награждён двумя орденами Ленина, тремя орденами Красного Знамени, орденами Суворова 3-й степени, Отечественной войны 1-й и 2-й степеней, Красной Звезды, российским орденом Почёта, рядом медалей.